# 岡田佑里恵
岡田 佑里恵（おかだ ゆりえ、本名同じ、1987年7月29日 - ）は、日本の女性タレント、モデル。
2012年6月までGMAエンタープライズに所属していたが、ヴィズミックに移籍し「岡田ユリエ」名義で活動している。
2021年1月1日、TRUSTAR（ヴィズミックが事業移管）を退所した。

## 人物
- 専修大学経済学部経済学科卒業[2]。
- 小学校から中学校までバレーボール部だった[2]。
- 姉が1人いる[2]。

## 出演

### テレビ番組
- @キャンパス（NHK）
- キャンパスナイトフジ（フジテレビ、2009年4月～2010年3月）キャンパスナイターズ
- GOLF武勇伝（GOLF NETWORK、サンテレビ）アシスタント
- アイドリング!!!（フジテレビワンツーネクスト、2009年12月・2010年3月）「あっち向いてパイ」出演
- easy sports（テレビ朝日、2009年12月21日-12月23日）ゲストランナーとして石神井公園をランニング。
- D1 KING!（BSフジ、2010年3月～ ）レギュラー
- 志村けんのバカ殿様 新春!笑いの福袋大放出スペシャル（フジテレビ、2011年1月6日）腰元
- 浜ちゃんが!（読売テレビ、2011年2月17日（日本テレビは2月16日））
- クイズ!紳助くん（朝日放送、2011年4月25日）ゲスト
- ダウンタウンDX（読売テレビ、2011年8月11日）ゲスト
- シリタイーノ（BSフジ、2014年12月22日 - 2015年1月3日）

### ラジオ番組
- まだまだゴチャ・まぜっ!〜集まれヤンヤン〜 (MBSラジオ、2009年7月4日-2011年4月9日)
- ゴチャ・まぜっ!火曜日(MBSラジオ、2011年11月1日 - 2012年4月10日)

### インターネット番組
- 地球はともだち ～AKIBA（秋葉原）48時間生放送!!～（あっ!とおどろく放送局、2010年10月）
- コスプレイヤーズ～エリア91 時々岡田～（あっ!とおどろく放送局、2010年10月24日、11月7日）
- ラウンドエンジェル宮下＆絹川のテンカウント。～時々 岡田～（あっ!とおどろく放送局、2010年12月19日、2011年1月9日、2月27日）
- 無保険車防止対策事業『優良ドライバー検定　～必ず知っておかなければいけないこと～』（あっ!とおどろく放送局、2010年12月23日配信開始）
- AKIBA18エンタメTV（あっ!とおどろく放送局、2011年4月8日）
- おかだゆりえのかくしゅうっ☆（あっ!とおどろく放送局、2011年4月8日-）

### CM
- 「GINZA KOSO」 TV-CM
- ルタオ TV-CM
- リーゼ TV-CM
- Bitflyer TV-CM
- 小林製薬 ヒガサンヌ
- ドクターシーラボ
- バンダイ セーラームーン『ムーンライト』
- 東京ジョイポリス
- KDDI

### 写真集
- キャンパスナイトフジ しこたま卒業アルバム（2010年3月19日、講談社） ISBN 978-4-06-379441-0

### CD
- エロくないのにエロく聴こえる歌 〜しこたまがんばれ!〜（2010年3月17日、ポニーキャニオン） - キャンパスナイターズ

### 雑誌
- JJ - 専属ブロガーモデル

### PV
- 大島麻衣-『愛ってナンダホー』
- アルファ-『She Sea Girl』

### イベント
- 神戸コレクション2010 AW